# クリップスピンク
‘クリップスピンク’（‘Cripps Pink’）は、オーストラリアで育成されたリンゴの栽培品種の1つである。果実は黄色地に濃いピンク色で染まり、果肉は硬めで果汁が多く、甘味酸味とも多い。貯蔵性に優れる。‘ゴールデンデリシャス’と‘レディウィリアムズ’の交配によって作出され、1986年に登録された。また、‘クリップスピンク’（およびこれに由来する枝変わり品種）の中で、一定の品質基準を満たしたものが「ピンクレディー (Pink Lady)」の登録商標名で販売される。オーストラリアの生産者協会を基にした組織 (APAL) が、ピンクレディーの商標権を管理している。ピンクレディーは、一般的なリンゴよりも高価なプレミアムブランドとなっている。

## 特徴
温暖な気候に適しており、150日以上の無霜期間と暑い夏を必要とするが、短期間であれば-20°Cにも耐える。強健で直立して広がる。黒星病、うどんこ病、火傷病にかかりやすい。自家不和合性に関わるS遺伝子型はS2S23である。晩生性であり、日本での収穫は11月下旬。

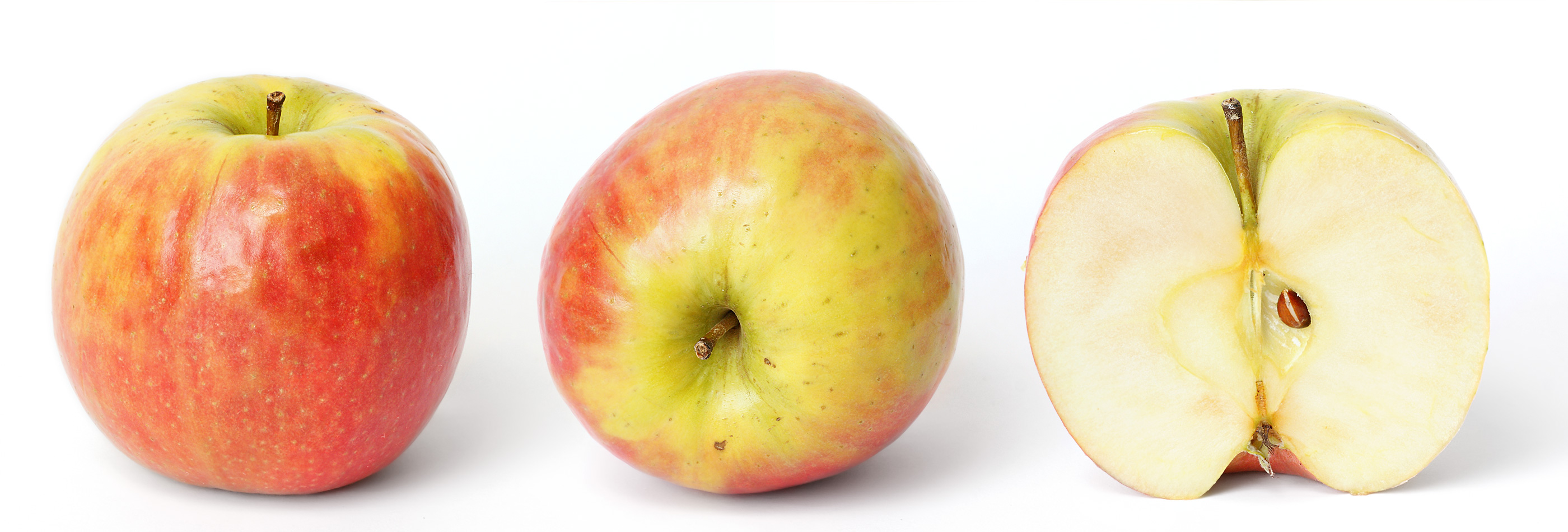
2. 果実とその断面

果実は長円形でやや円錐形、200グラムほどであり、ときに表面が少しボコボコしている（上図2）。熟すと地色は黄色であり、濃ピンク色に着色する（上図2）。果肉は硬く、緻密、果汁に富み、酸味が強めだが糖度も高く、甘酸適和で食味は濃厚。貯蔵性が極めてよく、翌年春まで出荷される。生食用に利用される。

## 登録商標
‘クリップスピンク’は西オーストラリア州農業食品省 (DAFWA) に所有権とライセンスがあり、複数の国において育成者権を持つ。Pink Kiss、Pink Rose、Swiss Lady、Pinkabelle の名でも販売されることがある。
‘クリップスピンク’（およびその枝変わり品種; 下記参照）の中で、一定の品質基準を満たしたものがピンクレディー (Pink Lady) の登録商標名で販売される。基準には、糖分の量、硬さ、傷、色などが含まれる。オーストラリアにおけるリンゴとナシの生産者団体を基にする「りんご・なしオーストラリア」(Apple and Pear Australia Limited; APAL) が、ピンクレディーの商標群に関する知的財産を管理している。この商標は、80を越える地域で登録されている。ピンクレディーは生産者・流通業者・苗木生産者によるクラブによって生産と流通をコントロールする制度を形成し、安定した高価格とクラブのメンバー間による適切な分配を可能にしている。ヨーロッパでは、「ただのりんごではない (More than just an apple)」をキャッチフレーズとしてブランド構築をした。これらによって、ピンクレディーは一般的なリンゴよりも高価なプレミアムブランドを形成している。
上記のようにピンクレディー販売において構築されたのクラブ制は、その後‘Nicoter’（商品名はカンジ (Kanzi)）、‘MN 1711’（商品名はハニークランチ (Honeycrunch)）、‘Caudle’（商品名はカメオ (Cameo)）、‘Delblush’（商品名はテンテーション (Tentation)）などのリンゴ品種でも採用されたが、中でもニュージーランドで育成された‘サイフレッシュ’のブランドである「ジャズ」(Jazz) は、最も成功した例である。

## 生産
‘クリップスピンク’は原産国であるオーストラリア以外でも、ニュージーランド、チリ、アルゼンチン、ウルグアイ、ブラジル、南アフリカ、イスラエル、ヨーロッパ、米国でも栽培されている。日本では2006年に長野県でピンクレディー協会が設立された。ただし、日本市場向けには酸味が強すぎるのではないかという意見もある。2022/2023年の米国における‘クリップスピンク’（ピンクレディー）生産量は、11,845,811ブッシェル、全リンゴ生産量の4.8%、品種別では第7位であった。2022/2023年のヨーロッパにおける‘クリップスピンク’生産量は、16,744,614ブッシェル、全体の2.7%、品種別では第11位であった。

## 歴史
1973年、西オーストラリア州農業省（現 Department of Primary Industries and Regional Development）のジョン・クリップスが‘ゴールデンデリシャス’を種子親、‘レディウィリアムズ’を花粉親とした交配を行なった。この交配に由来する個体は1979年に初めて果実をつけ、選抜され1986年に‘クリップスピンク’として登録された。‘ゴールデンデリシャス’のもつ甘さおよび貯蔵やけ (storage scald) しない特徴と‘レディウィリアムズ’のもつ果肉の硬さや長期貯蔵に耐える特徴を兼ね備えている。また、このときの交配では‘Cripps Red’（商品名はSundowner）と‘Cripps Two’も作出され、同時に登録されている。
なお、ブランド名である「ピンクレディー」の名は、ジョン・クリップスが好む同名のカクテルに由来する。

## 派生品種
リンゴは接ぎ木によって増やすため、同じ品種は遺伝的に同一なクローンであるが、まれに突然変異が起こって枝など木の一部が他と異なる性質を示すことがあり、「枝変わり」とよばれる。‘クリップスピンク’でも多数の枝変わり品種が知られており、‘ロージーグロウ (Rosy Glow)’、‘ルビーピンク (Ruby Pink)’、‘レディーインレッド (Lady in Red)’、‘PLBAR B1’（商品名は Barnsby）などがある。これらの枝変わり品種も、（商標所有者の同意を得て）ピンクレディーブランドに含めて扱われている。‘ロージーグロウ’は原品種に比べて着色がよく、2005年に欧州ピンクレディー協会は、消費者の混乱を防ぐため欧州での苗木販売は、今後原品種を停止して‘ロージーグロウ’に統一すると決定した。